# (8767) Commontern
(8767) Commontern ist ein im inneren Hauptgürtel gelegener Asteroid, der am 29. September 1973 von dem niederländischen Astronomenehepaar Cornelis Johannes van Houten und Ingrid van Houten-Groeneveld entdeckt wurde. Die Entdeckung geschah im Rahmen der 2. Trojaner-Durchmusterung, bei der von Tom Gehrels mit dem 120-cm-Oschin-Schmidt-Teleskop des Palomar-Observatoriums aufgenommene Feldplatten an der Universität Leiden durchmustert wurden, 13 Jahre nach Beginn des Palomar-Leiden-Surveys.
Der Asteroid gehört zur Themis-Familie, einer Gruppe von Asteroiden, die nach (24) Themis benannt wurde. Die zeitlosen (nichtoskulierenden) Bahnelemente von (8767) Commontern sind fast identisch mit denjenigen von zwei kleineren (wenn man von der absoluten Helligkeit von 16,8 und 17,03 gegenüber 14,07 ausgeht) Asteroiden: (478198) 2011 UJ250 und (500454) 2012 TS203.
Nach der SMASS-Klassifikation (Small Main-Belt Asteroid Spectroscopic Survey) wurde bei einer spektroskopischen Untersuchung von Gianluca Masi, Sergio Foglia und Richard P. Binzel bei einer Unterteilung aller untersuchten Asteroiden in C-, S- und V-Typen (8767) Commontern den C-Asteroiden zugeordnet.
(8767) Commontern ist nach der Flussseeschwalbe (Sterna hirundo) benannt. Die Benennung erfolgte am 2. April 1999. Common tern ist der englische Name des Vogels. Für die Benennung der meisten nach Vogelarten benannten Asteroiden aus dem Palomar-Leiden-Survey wurde das Epitheton verwendet. In diesem Fall war der Name Hirundo schon für den Asteroiden (706) Hirundo vergeben, der nach Hirundo benannt worden war, einem Gattungsnamen der Schwalben.